# زيدوفودين
زيدوفيدين (ZDV)(التسمية الدولية المشتركة) أو أزيدوتيميدين (AZT) هو دواء مضاد للفيروسات القهقرية يستعمل في علاج داء فقدان المناعة المكتسبة AIDS الناتج عن الإصابة بفيروس العوز المناعي البشري HIV.
زيدوفيدين هو من مثبطات أنزيم المنتسخة العكسية النوكليوزيدية التي تمنع عملية النسخ العكسي أي تمنع تركيب الحمض النووي الريبوزي المنقوص الأكسجين (الدنا DNA) الفيروسي انطلاقا من الحمض الريبوزي النووي (الرنا RNA) الفيروسي.
كان الزيدوفيدين أول بارقة أمل لعلاج الأيدز، إذ استطاع تخفيض سرعة تكاثر الفيروس لدى المصابين بشكل ملحوظ بالإضافة إلى تحسنات سريرية ومناعية. وقد وافقت عليه إدارة الغذاء والدواء الأمريكية (US FDA) كأول دواء لعلاج الأيدز سنة 1987.

## تاريخ
تم تركيب الزيدوفيدين لإول مرة سنة 1964 بواسطة Jerome Horwitz التابع لمعهد السرطان Barbara Ann Karmanos و لكلية الطب في جامعة ولاية وين، بمنحة من معهد الصحة الوطنية الأمريكية. لكن تم التخلي عن تطوير الدواء بسبب خموله بيولوجيا عند الفئران.
في سنة 1974، بين Wolfram Ostertag، من معهد Max Planck في ألمانيا، على قدرة الزيدوفين في مواجهة فيروس الصديق Friend virus ( نوع من أنواع الفيروسات التي تسبب سرطان الدم عند الفئران)
الفيروسات القهقرية عند الفئران.

## نجاح العلاج
في ماي 1984، وبعد وقت قصير من التأكد أن فيروس HIV هو المسؤول عن الإصابة بداء فقدان المناعة المكتسبة، أطلق Hiroaki Mitsuya ،Samuel Broder و Robert Yarchoan من المعهد الوطني للسرطان(National Cancer Institute-NCI ) بالولايات المتحدة الأمريكية، أطلقو برنامج لتطوير علاجات ضد HIV/AIDS.
باستعمال نسل خلوي من الخلايا اللمفاوية التائية -T-المساعدة (خلايا 4+CD أو خلايا TH)، طور علماء NCI اختبار لاختيار الأدوية حسب قدرتها على حماية خلايا +CD من الموت بسبب فيروس HIV.
بقيت مادة الزيدوفيدين غير مستعملة إلى حدود فبراير من سنة 1985 حيث قام مجموعة من الباحثين التابعين للمعهد الوطني للسرطان رفقة باحثين تابعين لشركة Burroughs-Wellcome الصيدلانية (حالياغلاكسو سميث كلاين GSK-GlaxoSmithKline) بإجراء اختبارات على هذا الدواء بهدف إيجاد علاج لداء فقدان المناعة المكتسبة. بعد أن بين الباحثون فعالية الزيدوفيدين على نشاط أنزيم المنتسخة العكسية في المختبر  ، أنجز الفريق أول اختبار سريري الذي بين ان اللزيدوفيدين بزيد من عدد خلايا +CD4 عند المصابين بالسيدا .
مكنت تجربة عشوائية للزيدوفيدين مع دواء وهمي لمدة 24 أسبوع بجرعة 1500 ملغ في اليوم من إستنتاج قدرة الزيدوفيدين على إطالة أمد الحياة بالنسبة للمصابين بداء السيدا .
هده التجربة أشرفت عليها شركة Burroughs-Wellcome و قد مكنتها من تقديم براءة اختراع AZT سنة 1985، بعد سنتين وفي 20 مارس 1987 وافقت FDA (إدارة الغذاء والدواء الأمريكية) على مادة AZT كدواء يمكن إستعماله في علاج الإصابة بفيروس نقص المناعة المكتسبة والسيدا. الوقت الفاصل بين البرهنة على فعالية AZT ضدد فيروس HIV في المختبر وبين حصول الدواء على الترخيص كان هو 25 شهرا ويعتبر بذلك أقصر وقت حصول على الترخيص بالنسبة لدواء في التاريخ الحديث.
الجرعة التي كانت مستعملة في بدايات العلاج ب AZT كانت 2400 ملغ في اليوم (6 جرعات) و هي الجرعة المستنتجة من دراسة Mitsuya و فريقه التابعين ل NCI التي أكدت انها ضرورية لوقف نشاط النسخ العكسي للفيروس. العلاجات الحالية تستعمل جرعات اٌقل ك 300 ملغ في اليوم (2 أو 3 جرعات)
دراسات جديدة أكدت فعالية AZT في العلاج المبكر بالنسبة للمصابين الدين لا يضهرون أعراض مع عدد خلايا لمفاوبة +CD4 أقل من 500 خلية في الملمتر المكعب من الدم CD+ <500/mm³.
العلاجات الأحادية المبكرة ب AZT كانت محور دراسة فرنسية-إنجليزية سنة 1993 عرفت باسم 'كونكورد Concorde' ، الدراسة قارنت بين اختيارين علاجيين باعتماد AZT ; الأول مبكر والثاني غير مبكر على امتداد 3 سنوات وقد وضعت في موضع الشك فعالية وفائدة تناول AZT في العلاج الأحادي المبكر .
ابتداء من سنة 1996 أصبح العلاج بالزيدوفيدين وباقي مضادات الفيروسات القهقرية يعطى مع جزيئات وأدوية أخرى في إطار العلاج الثلاثي للأيدز  · .

## تركيب
AZT أو أزيدوتيميدين هو مركب شبيه للتيميدين حيث تم استبدال المجموعة الكحولية (-OH) على مستوى الكربون رقم '3 من سكر الريبوز منقوص الأوكسجين أو ديزوكسيريبوز بمجموعة أزيدية . و قد نجح في تركبيه Jerome Horwitz عام 1964 انطلاقا من التيميدين

## آلية العمل
كباقي مثبطات أنزيم المنتسخة العكسية يقوم AZT بمنع عملية النسخ العكسي التي تمكن الفيروس من إنتاج الحمض النووي الريبوزي المنقوص الأكسجين دنا (DNA) انطلاقا من الحمض الريبوزي النووي رنا (RNA) و بذلك ينمع اندماج DNA الفيروس في DNA الخلية البشرية المصابة وتعبيره وتكاثره -عندما يندمج الحمض النووي الفيروسي مع الحمض النووي الخلوي تسمى الخلية «بروفيروس Provirus».
تقوم المجموعة الأزيدية بزيادة خاصية الذوبانية في الذهنيات للزيدوفيدين مما يمكنه من عبور الغشاء السيتوبلازمي للخلايا بسهولة بواسطة ظاهرة الإنتشار و كذلك عبور الحاجز الدموي الدماغي (Blood-Brain Barrier).
جُزيئة AZT هي غير فعالة بحد ذاتها إلا بعد تحويلها إلى شكلها الفعال، هذا التحويل المََُفَعِل يكون بواسطة أنزيم الكيناز (Kinase Enzyme) الذي يقوم بفَسْفَرَةِ AZT عبر إلصاق مجموعة ثلاثي الفوسفاط (TriPhosphate)في الكربون رقم '5 من سكر الريبوز منقوص الأوكسجين ليصبح أزيدوتيميدين-'5-ثلاثي فوسفاط (AZT-5'-TriPhosphate)
AZT هو شبيه نيكليوزيدي يتحول بعد الفسفرة إلى شبيه نيكليوتيدي، خلال عملية النسخ العكسي يخلط أنزيم المنتسخة العكسية الفيروسي بين النيكليوتيدات الطبيعية الخلوية وبين أشباه النيكليوتيدات كالزيدوفيدين فيستعملها من أجل تركيب الحمض النووي الفيروسي، لكن وبسبب غياب المجموعة الكحوليه (OH) على مستوى الكربون '3 تتوقف عملية التركيب وبالتالي تكاثر الفيروس  · .

### الإستقلاب
يتخلص الجسم من الزيدوفيدين عبر الإستقلاب الكبدي أساسا، المركب الأهم الناتج عن هذه العملية هو GZDV من (Azido-3-deoxy-5-O-b -D-Glucopyranuronosylthymidine ) الذي يتميز بخاصية اطراح عبر البول 3 مرات أكثر من AZT غير المستقلب.
مركب آخر ناتج عن هذه العملية هو AMT أي (3'-amino-3'-deoxythymidine) و الذي له خاصية طرح عبر البول 5 مرات أقل من AZT.

## التأثيرات الجانبية
بالنسبة للتأيرات الجانية يعتبر فقر الدم أهمها، حيث عانا منه المصابين خلال تجارب AZT مما فرض إعادة تقيم لنسبة الاضرار بالمقارنة مع الفوائد، لكن وبسبب غياب أي علاج آخر للأيدز خلال تلك فترة، كانت تعتبر الإصابة بالفيروس أخطر من التأثيرات الجانبية للدواء في بداية التسعينات.
أهم التأثيرات الجانبية للزيدوفيدين هي : دوار، صداع الرأس، تحريك الشحوم، اختفاء صبغة الأظافر
هناك تأثيرات جانبية أخطر وهي فقر الدم
هذه التأتيرات يمكن أن تكون ناتجة عن حساسية أنزيم بوليميراز الدنا γ-ADN بوليميراز ( γ-DNA Polymerase ) في ميتوكوندريات الخلية
بالإضافة إلى عمله الكابح لأنزيم المنتسخة العكسية الفيروسي يستطيع الشكل الفعال من الزيدوفيدين (أي أزيدوتيميدين-'5-ثلاثي فوسفاط ) كبح نشاط أنزيم بوليميراز الدنا البشري الضروري للانقسام الخلوي للخلايا السليمة، لكن للزيدوفيدين قابلية 100 إلى 300 مرة أكبر لأنزيم المنتسخة العكسية البشري منه من أنزيم بوليميراز الدنا البشري الشيء الذي يفسر نشاطه المضاد للفيروسات
نوع خاص من أنزيم بوليميراز الدنا و هو مسؤول عن مضاعفة الحمض النووي في الميتوكندريات، له حساسية نسبيا أكبر للكبح بواسطة AZT ما يفسر سميته تجاه بعض الخلايا. وقد تم أيضا تبين ان AZT يرفع من مستوى الأكسدة الخلوية في بعض الخلايا.

## المقاومة الفيروسية
رغم أن المصاب قادر على تحمل جرعات كبيرة من الزيدوفيدين إلا أنها غير قادرة على منع تكاثر الفيروس بصفة نهائية، فالزيدوفيدين ينقص فقط من سرعة التكاثر ويبطء من تقدم المرض
يستطيع فيروس HIV تطوير مقاومة ضدد الدواء خلال فترات العلاج الطويلة بالزيدوفدين بواسطة طفرة في الجينات المسؤولة عن إنتاج أنزيم المنتسخة العكسية .
وقصد تجنب تطوير المقاومة ضدد الدواء ينصح الأطباء بأخد دواء آخر مضاد لأنزيم المنتسخة العكسية رفقة AZT بالإضافة إلى مضاد فيروسي آخر من مجموعة أخرى كمضادات تجميع البروتينات الفيروسية أو مضاد منتسخة عكسية غير نيكليوزيدي . هذا النوع من العلاج يطلق عليه اسم 'HAART' اختصارا ل (Highly Active Anti Retroviral Therapy) أي العلاج المضاد للفيروسات عالي النشاط

## خصائص الزيدوفيدين المؤكسدة
دراسات عديدة اتبثت ان الزيدوفيدين يؤكسد الميتوكوندريات  · ، عبر الرفع من مستوى بيروكسيد الهيدروجين في البلعميات الكبرى.
AZT قد يكون سبب في تكوين البيروكسينيتريت (PeroxyNitrites). و يتسبب في أكسدة الحمض النووي الخاص بالميتوكوندريات ,لكن تمكن مضاادات الأكسدة (كفيتامين C وفيتامين E) من تجنب هذه الأكسدة. هذه الخصائص المؤكسدة للزيدوفيدين تمت البرهنة عليها مختبريا بواسطة Handlon و فريقه.

## التداخلات الدوائية
يعمل الزيدوفيدين بتعاون مع باقي الأدوية المضادة ل HIV, لكن دواء أسيكلوفير (Aciclovir) و ريبافيرين (Ribavirine) يتسببان في ينقص فعالية الزيدوفيدين
الأدوية التي تمنع الإستقلاب الكبدي للزيدوفيدين، كالأسبرين (حمض أستيل ساليسيليك), أيندوميتاسين وتريميتوبريم تنقص نسبة طرح AZT و ترفع من سميته.

## انتقادات
كان دواء الزيدويدين موضع عدة انتقادات بسبب ثمنه، الطريقة التي تم بها الحصول على براءة الاختراع  و بسبب عدم الثقة التي طورها ضده Peter Duesberg في نقده لفرضية الانتساخ العكسي للإيدز

### الثمن
تم تسويق AZT في الولايات المتحدة الأمريكية بثمن 10000 دولار للسنة من العلاج, هذا الثمن أدى إلى تأجيج غضب المصابين وتكوين حركة Act Up الاحتجاجية  التي نظمت أولى مظاهراتها أمام بورصة نيويورك في شارع وول ستريت.
سنة 1989, وبعد انتهاء التجربة "ACTG 019" التي أدت إلى زيادة مهمة في عدد المصابين اللذين يعالجون ب AZT و بالتالي ارتفاع أرباح شركة Burroughs-Wellcome للصيدلانيات، قام مناضلون من حركة Act Up بعملية كوموندو في وول ستريت أدت إلى وقف التعاملات في البورصة قصد إثارة انتباه وسائل الإعلام · .
نتيجة لذلك تم إستدعاء,T.E. Haigler, رئيس شركة Burroughs-Wellcome , إلى جلسة استماع بالكونغرس الأمريكي قصد شرح سبب ارتفاع ثمن AZT, قبل أن يخفض ثمنه بعد مرور وقت قصير وإنخفض ثمن العلاج أيضا نتيجة تخفيض الجرعات.
النقاش حول ثمن AZT و باقي مضادات الفيروسات القهقرية طفى إلى السطح من جديد مع ظهور العلاج الثلاثي ومشكل الوصول إليهم في البلدان الفقيرة

### براءة الاختراع
سنة 1992, قامت جمعية (Public Citizen) الأمريكية برفع دعوى قضائية لطلب إلغاء براءة اختراع AZT, لكن محكمة الإستئناف الأمريكية فصلت في القضية لصالح Burroughs-Wellcome الشركة المالكة لبراءة الاختراع · .
في سنة 2002 رفعت مؤسسة (AIDS Healthcare Foundation) دعوى قضائية أخرى ضدد براءة الاختراع، لكن مدة صلاحية البراءة انتهت سنة 2005 مما سمح لشركات الصناعات الصيلادنية الأخرى بصنع أدوية جنيسة للزيدوفيدين وافقت FDA على أربع أشكال جنيسة منها.

### موقف بيتر ديسبرغ
يزعم الدكتور Peter Duesberg أن AZT و باقي المواد المزيلة للمناعة (كوكايين , أمفيتامين , نيتريت ... إلخ) هي المسؤولة عن الإيدر أكثر من فيروس HIV في البلدان الغربية.
يعتبر أغلب العلماء ان هده الفرضية غير معقولة نظرا لكثرة المعطيات السريرية والوبائية الموثوق فيها التي تعارضها, خصوصا الانخفاض الكبير في عدد الحالات ونسبة الوفاة المترتبة عن ذلك المقرون باستعمال AZT في العلاج الثلاثي خلال الفترة ما بين 1995 و 1997 (انخفاض بنسبة %70 في سنتين).